# Politický systém Švédska

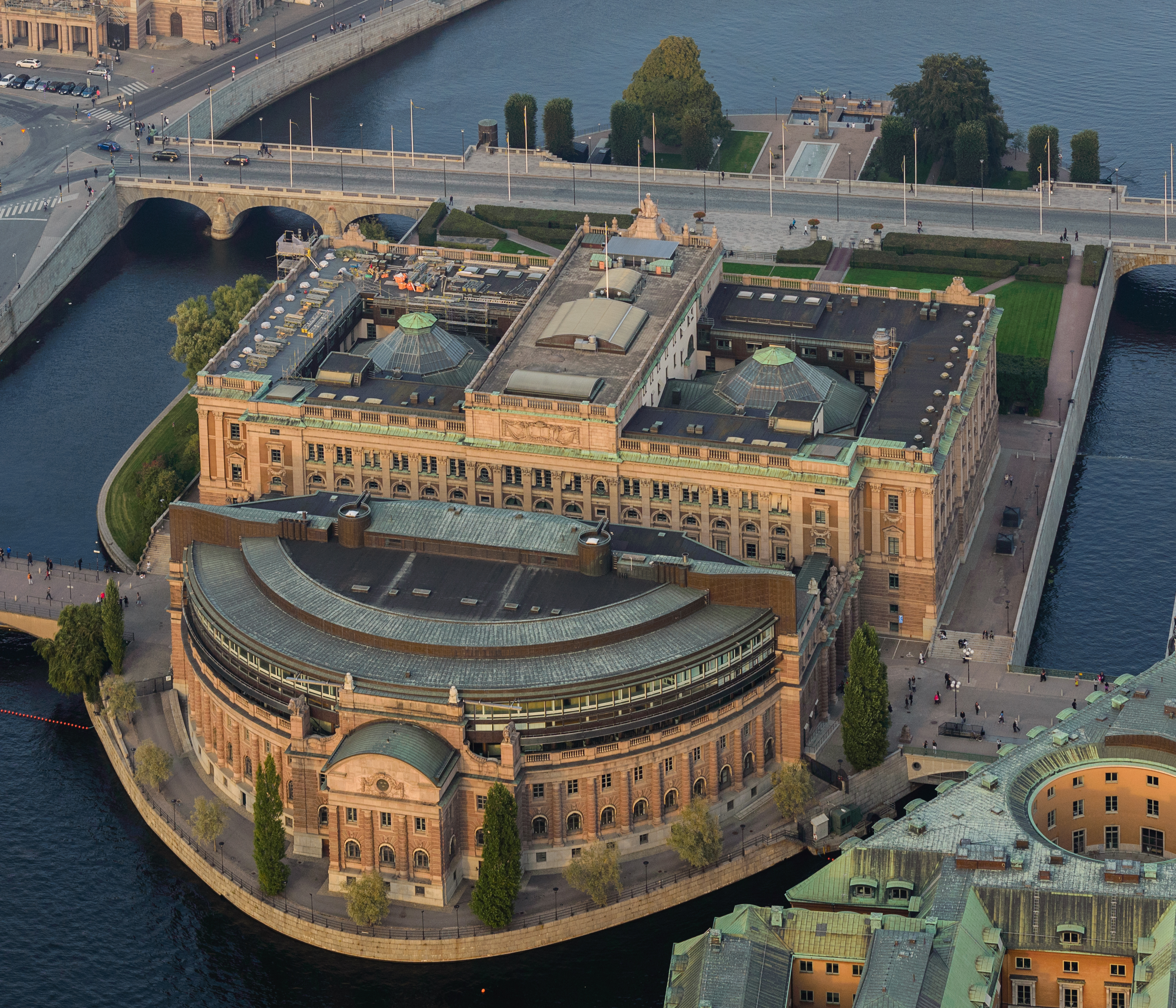
Švédský parlament

Švédské království je konstituční monarchie s parlamentní formou vlády. Švédský král je hlava státu a premiér je hlava vlády. 
Švédský parlament (Riksdag) je jednokomorový, čítá 349 poslanců volených na 4 roky. Premiéra nejmenuje král jako kdysi, ale předseda parlamentu.
Volební systém do parlamentu je poměrný s 4% uzavírací klauzulí, 310 mandátů se obsazuje systémem kandidátních listin ve 29 volebních obvodech, zbylých 39 kompenzačních mandátů se rozděluje mezi politické strany podle modifikované Sainte-Laguëovy metody. Distribuce kompenzačních mandátů se účastní pouze strany, které na základě ideálního výpočtu získají více hlasů, než obdržely ve volebních obvodech.